# Durrës prefektur
Durrës prefektur (alb. Qarku i Durrësit) är en av Albaniens tolv prefekturer. Den bestod fram till 2014 av distrikten Durrës, Kruja och Skrapar med Durrës som residensstad. Perfekturen indelas sedan 2014 i kommunerna Durrës, Krujë och Shijak. Orter i perfekturen är Durrës, Kruja, Fushë-Krujë.
| Kommuner | Admistrativa enheter i kommunen                      | Tidigare distrikt |
| -------- | ---------------------------------------------------- | ----------------- |
| Durrës   | Durrës, Ishëm, Katundi i ri, Manza, Rrashbull, Sukth | Durrës            |
| Kruja    | Bubq, Cudh, Fushë-Kruja, Kodër Thumana, Krujë, Nikël | Krujë             |
| Shijak   | Gjepalaj, Maminas, Shijak, Xhafzotaj                 | Durrës            |